# Station Babimost
Station Babimost is een spoorwegstation in de Poolse plaats Babimost.